# Сборная Бельгии по футболу
Сбо́рная Бе́льгии по футбо́лу (нидерл. Het Belgische voetbalelftal; фр. L'équipe de Belgique de football; нем. Belgische Fußballnationalmannschaft) — национальная команда, которая представляет Бельгию на всех международных матчах и турнирах по футболу с 1904 года. Известна под прозвищем «Красные дьяволы» (фр. Les diables rouges, нидерл. De rode duivels, нем. Die Roten Teufel) с 1906 года, фан-клуб сборной носит название «1895». Управляющая организация — Королевская бельгийская футбольная ассоциация. Одна из старейших сборных Европы по футболу, которая принимала участие во всех малых и крупных турнирах начала XX века. В истории бельгийской сборной выделяются три периода наиболее успешных выступлений: 1920—1938, 1980—2002 и с 2014 по 2020 год. Высшее достижение команды — третье место и бронзовые медали Чемпионата мира 2018 года в России. Кроме того, с 2015 года сборная Бельгии неоднократно поднималась на первое место в Рейтинге ФИФА. Домашний стадион для проведения игр — Стадион короля Бодуэна в Брюсселе. Член Дивизиона А Лиги наций УЕФА с 2018/2019.
Сборная Бельгии выступила на тринадцати чемпионатах мира и пяти чемпионатах Европы, а также трёх Олимпийских играх. В 1920 году Бельгия выиграла золотые медали Олимпиады, что стало её высшим достижением на играх. В период с 1954 по 2002 годы Бельгия одержала несколько побед над действовавшими на тот момент чемпионами мира: ФРГ, Бразилией, Аргентиной и Францией (Франция является одним из принципиальнейших противников Бельгии в футболе), однако высшим достижением на чемпионатах мира стали бронзовые медали первенства мира 2018 года (прежнее достижение — 4-е место в 1986 году). В 1972 году Бельгия стала бронзовым призёром чемпионата Европы, а в 1980 году — серебряным. Величайшим футболистом в истории страны в 2003 году был признан Поль ван Химст, с которым бельгийцы взяли бронзовые медали Евро-72. Творцами успехов 2010-х годов считаются бывшие игроки, ныне тренеры Марк Вильмотс и Роберто Мартинес. Действующий капитан команды — нападающий «Наполи» Ромелу Лукаку.
По состоянию на 19 декабря 2024 года сборная в рейтинге ФИФА занимает 8-е место. В ноябре 2015 года сборная Бельгии впервые заняла 1-ю строчку в рейтинге, тем самым став единственной командой-лидером рейтинга, которая ни разу не выигрывала ни чемпионат мира, ни континентальное первенство.

## История

### XX век
Сборная Бельгии участвовала в трёх первых довоенных чемпионатах мира, однако особой славы на этих турнирах не снискала, каждый раз вылетая после первого же раунда. 1950-е и 1960-е годы также были не лучшими для бельгийской сборной: за два десятилетия команда приняла участие лишь в одном чемпионате мира (1954, где вновь потерпела неудачу) и ни разу не квалифицировалась на чемпионаты Европы. Относительно успешно прошли для бельгийцев 1970-е годы: они сумели одержать первую победу в матчах чемпионатов мира (в 1970 году против сборной Сальвадора), а на Евро-1972 даже завоевали бронзовые медали, обыграв в матче за 3-е место сборную Венгрии. Однако после этого у бельгийской сборной вновь наступил спад.

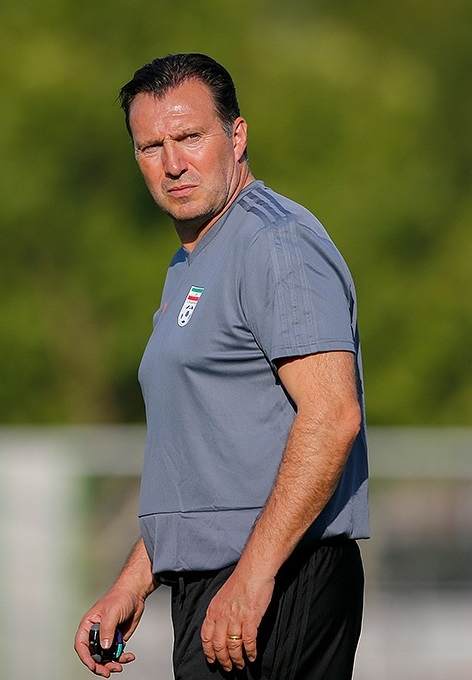
Марк Вильмотс был одним из лидеров сборной в 1990-е и начале 2000-х годов, а затем тренировал бельгийцев в 2012—2016 годах

Ситуация стала меняться с конца 1970-х годов, когда бельгийский клубный футбол получил профессиональный статус, а клубы «Андерлехт», «Брюгге» и «Мехелен» добились значительных успехов в еврокубках. Успехи сборной в этот период связаны с именем тренера Ги Тиса, который возглавил команду в 1976 году. Игра команды в тот период основывалась на надёжной игре в обороне и быстрых контратаках, а в её составе играли такие заметные игроки как Ян Кулеманс, Франсуа ван дер Эльст, Рене Вандерейккен, голкипер Жан-Мари Пфафф.
Уже на Евро-1980 бельгийцы дошли до финала, где со счётом 1:2 уступили сборной ФРГ. Удачно для бельгийцев складывался чемпионат мира 1982, где уже в первом матче были обыграны действующие чемпионы мира аргентинцы, после чего команда сумела пробиться во второй раунд, где, однако, потерпела два поражения от сборных Польши и СССР и покинула турнир. Затем «красные дьяволы» без проблем преодолели отборочные матчи к Евро-1984, но на самом турнире их ждал провал. Там подопечные Ги Тиса одержали лишь одну победу, после чего со счётом 0:5 были разгромлены французами, а в решающем матче со счётом 2:3 уступили датчанам. Пиком этой сборной стал чемпионат мира 1986 года, где команда вышла в плей-офф (правда, лишь по дополнительным показателям). В матче 1/8 финала сборная Бельгии со счётом 4:3 обыграла сборную СССР, а в четвертьфинале выбила с турнира испанцев, одолев их в серии пенальти. Однако в полуфинале бельгийцы ничего не смогли противопоставить сборной Аргентины, которая благодаря дублю Диего Марадоны вышла в финал и стала чемпионом, а бельгийцы в матче за 3-е место со счётом 2:4 уступили сборной Франции.
После этого у бельгийцев вновь начался спад и они пропустили Евро-1988, но смогли квалифицироваться на чемпионат мира 1990 года, где вновь вышли в плей-офф, но уже в 1/8 финала уступили сборной Англии. После этого турнира в 1991 году Ги Тис покинул свой пост.
В 1990-е годы сборная Бельгии не смогла добиться каких либо значимых успехов, пропустив чемпионаты Европы 1992 и 1996. На чемпионате мира 1994 бельгийцы вновь дошли до 1/8 финала, где со счётом 2:3 уступили немцам, а уже на следующем чемпионате мира и вовсе вылетели после группового этапа. Евро-2000 стало домашним турниром для Бельгии (совместно с Голландией), но и на нём бельгийцы не сумели себя как-либо проявить, вновь вылетев после группового этапа.

### XXI век
Неплохо бельгийцы выступили на чемпионате мира 2002, где в очередной раз сумели пробиться в 1/8 финала и уступили там будущим чемпионам бразильцам. После этого сборная Бельгии пропустила два чемпионата мира и три чемпионата Европы, каждый раз оставаясь за пределами квалификации.

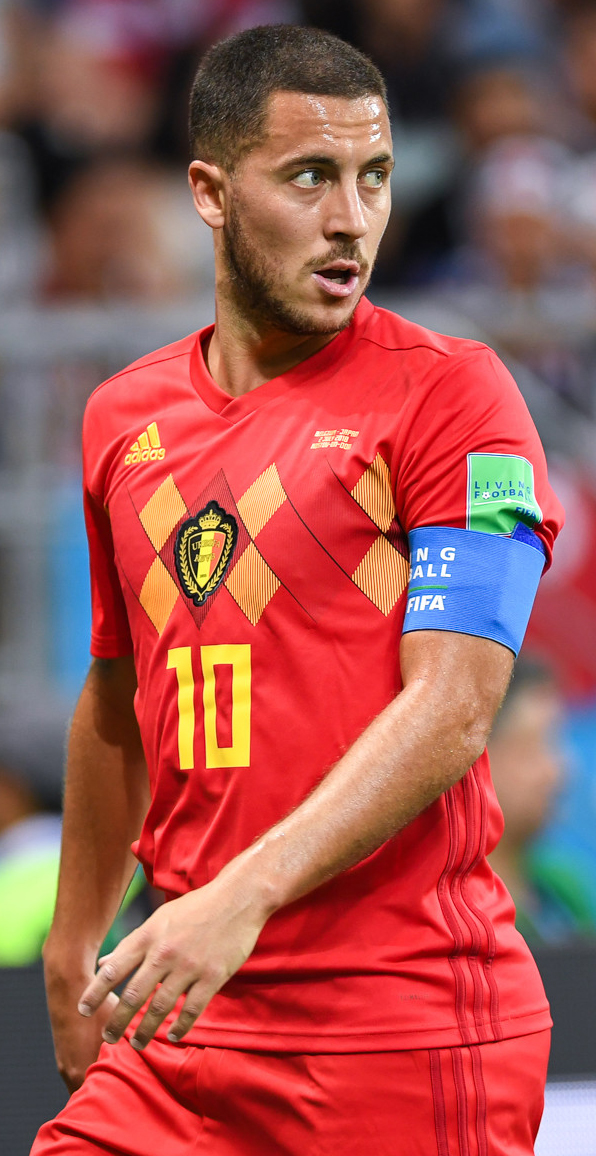
Лидер сборной Бельгии на протяжении 2010-х годов Эден Азар

Новые успехи сборной Бельгии связаны с «золотым поколением»: большинство игроков сборной представляют сильнейшие европейские чемпионаты и являются настоящими звёздами мирового футбола (вратарь Тибо Куртуа, защитники Венсан Компани и Ян Вертонген, полузащитники Эден Азар и Кевин Де Брёйне, нападающий Ромелу Лукаку и многие другие известные футболисты).
На чемпионате мира 2014 года в Бразилии бельгийцы под руководством Марка Вильмотса выиграли все три матча в группе (у Алжира, России и Республики Корея), а в 1/8 финала обыграли в дополнительное время сборную США (2:1) благодаря голу Ромелу Лукаку. В четвертьфинале, куда команда попала впервые с 1986 года, Бельгия проиграла Аргентине со счётом 0:1, пропустив в самом начале матча.
На Евро-2016 во Франции бельгийская команда на старте группового этапа проиграла Италии (0:2), но затем всухую победила Ирландию (3:0) и Швецию (1:0). В 1/8 финала Бельгия разгромила Венгрию (4:0) и впервые с 1984 года попала в восьмёрку лучших команд Европы. В четвертьфинале бельгийцы неожиданно уступили Уэльсу (1:3), хотя открыли счёт в матче. После этого турнира главным тренером сборной вместо Вильмотса стал испанец Роберто Мартинес, ранее работавший только с английскими клубами.
На чемпионате мира 2018 года в России сборная завоевала бронзовые медали, что является лучшим достижением команды. В полуфинале Бельгия уступила будущему чемпиону — сборной Франции со счётом 0:1. В матче за третье место бельгийцы обыграли сборную Англии со счётом 2:0. Забив 16 мячей, команда установила рекорд по забитым мячам на турнире. Голкипер сборной Тибо Куртуа получил приз «Золотые перчатки» имени Льва Яшина, как лучший вратарь чемпионата. Капитан команды Эден Азар получил серебряный мяч, как второй лучший игрок турнира, уступив полузащитнику сборной Хорватии Луке Модричу.
На Евро-2020 (турнир прошёл летом 2021 года) Бельгия на групповой стадии обыграла Россию, Данию и Финляндию, пропустив только один мяч. В 1/8 финала бельгийцы обыграли действующих чемпионов Европы португальцев со счётом 1:0 (гол Торгана Азара). В 1/4 финала Бельгия уступила будущим чемпионам итальянцам со счётом 1:2.
На чемпионате мира 2022 года в Катаре Бельгия впервые за последние 5 крупнейших турниров (чемпионаты мира и Европы) не сумела выйти из группы. После стартовой победы над Канадой (1:0) Бельгия проиграла Марокко (0:2), а в решающем матче сыграла вничью с Хорватией (0:0), хотя бельгийцев устраивала только победа. Вскоре после чемпионата мира в Катаре Доменико Тедеско сменил Мартинеса на посту главного тренера бельгийцев.

## Статистика выступлений на крупнейших международных турнирах

### Чемпионаты мира
| Финальные турниры | Финальные турниры      | Финальные турниры      | Финальные турниры      | Финальные турниры      | Финальные турниры      | Финальные турниры      | Финальные турниры      | Финальные турниры      | Финальные турниры      |                                | Отборочные турниры             | Отборочные турниры             | Отборочные турниры             | Отборочные турниры             | Отборочные турниры             | Отборочные турниры             | Отборочные турниры |
| Год               | Результат              | Место                  | И                      | В                      | Н                      | П                      | ГЗ                     | ГП                     | Составы                | Место                          | И                              | В                              | Н                              | П                              | ГЗ                             | ГП                             |                    |
| ----------------- | ---------------------- | ---------------------- | ---------------------- | ---------------------- | ---------------------- | ---------------------- | ---------------------- | ---------------------- | ---------------------- | ------------------------------ | ------------------------------ | ------------------------------ | ------------------------------ | ------------------------------ | ------------------------------ | ------------------------------ | ------------------ |
| 1930              | Групповой этап         | 11/13                  | 2                      | 0                      | 0                      | 2                      | 0                      | 4                      | Состав                 | Квалифицирована по приглашению | Квалифицирована по приглашению | Квалифицирована по приглашению | Квалифицирована по приглашению | Квалифицирована по приглашению | Квалифицирована по приглашению | Квалифицирована по приглашению |                    |
| 1934              | 1/8 финала             | 15/16                  | 1                      | 0                      | 0                      | 1                      | 2                      | 5                      | Состав                 | 2/3                            | 2                              | 0                              | 1                              | 1                              | 6                              | 8                              |                    |
| 1938              | 1/8 финала             | 13/15                  | 1                      | 0                      | 0                      | 1                      | 1                      | 3                      | Состав                 | 2/3                            | 2                              | 1                              | 1                              | 0                              | 4                              | 3                              |                    |
| 1950              | Отказалась от участия  | Отказалась от участия  | Отказалась от участия  | Отказалась от участия  | Отказалась от участия  | Отказалась от участия  | Отказалась от участия  | Отказалась от участия  | Отказалась от участия  | Отказалась от участия          | Отказалась от участия          | Отказалась от участия          | Отказалась от участия          | Отказалась от участия          | Отказалась от участия          | Отказалась от участия          |                    |
| 1954              | Групповой этап         | 12/16                  | 2                      | 0                      | 1                      | 1                      | 5                      | 8                      | Состав                 | 1/3                            | 4                              | 3                              | 1                              | 0                              | 11                             | 6                              |                    |
| 1958              | Не прошла квалификацию | Не прошла квалификацию | Не прошла квалификацию | Не прошла квалификацию | Не прошла квалификацию | Не прошла квалификацию | Не прошла квалификацию | Не прошла квалификацию | Не прошла квалификацию | 2/3                            | 4                              | 2                              | 1                              | 1                              | 16                             | 11                             |                    |
| 1962              | Не прошла квалификацию | Не прошла квалификацию | Не прошла квалификацию | Не прошла квалификацию | Не прошла квалификацию | Не прошла квалификацию | Не прошла квалификацию | Не прошла квалификацию | Не прошла квалификацию | 3/3                            | 4                              | 0                              | 0                              | 4                              | 3                              | 10                             |                    |
| 1966              | Не прошла квалификацию | Не прошла квалификацию | Не прошла квалификацию | Не прошла квалификацию | Не прошла квалификацию | Не прошла квалификацию | Не прошла квалификацию | Не прошла квалификацию | Не прошла квалификацию | 1/4*                           | 5                              | 3                              | 0                              | 2                              | 12                             | 5                              |                    |
| 1970              | Групповой этап         | 10/16                  | 3                      | 1                      | 0                      | 2                      | 4                      | 5                      | Состав                 | 1/4                            | 6                              | 4                              | 1                              | 1                              | 14                             | 8                              |                    |
| 1974              | Не прошла квалификацию | Не прошла квалификацию | Не прошла квалификацию | Не прошла квалификацию | Не прошла квалификацию | Не прошла квалификацию | Не прошла квалификацию | Не прошла квалификацию | Не прошла квалификацию | 2/4                            | 6                              | 4                              | 2                              | 0                              | 12                             | 0                              |                    |
| 1978              | Не прошла квалификацию | Не прошла квалификацию | Не прошла квалификацию | Не прошла квалификацию | Не прошла квалификацию | Не прошла квалификацию | Не прошла квалификацию | Не прошла квалификацию | Не прошла квалификацию | 2/4                            | 6                              | 3                              | 0                              | 3                              | 7                              | 6                              |                    |
| 1982              | Второй групповой этап  | 10/24                  | 5                      | 2                      | 1                      | 2                      | 3                      | 5                      | Состав                 | 1/5                            | 8                              | 5                              | 1                              | 2                              | 12                             | 9                              |                    |
| 1986              | 4-е место              | 4/24                   | 7                      | 2                      | 2*                     | 3                      | 12                     | 15                     | Состав                 | 2/4**                          | 8                              | 4                              | 2                              | 2                              | 9                              | 5                              |                    |
| 1990              | 1/8 финала             | 11/24                  | 4                      | 2                      | 0                      | 2                      | 6                      | 4                      | Состав                 | 1/5                            | 8                              | 4                              | 4                              | 0                              | 15                             | 5                              |                    |
| 1994              | 1/8 финала             | 11/24                  | 4                      | 2                      | 0                      | 2                      | 4                      | 4                      | Состав                 | 2/6                            | 10                             | 7                              | 1                              | 2                              | 16                             | 5                              |                    |
| 1998              | Групповой этап         | 19/32                  | 3                      | 0                      | 3                      | 0                      | 3                      | 3                      | Состав                 | 2/5**                          | 10                             | 7                              | 1                              | 2                              | 23                             | 13                             |                    |
| 2002              | 1/8 финала             | 14/32                  | 4                      | 1                      | 2                      | 1                      | 6                      | 7                      | Состав                 | 2/5**                          | 10                             | 7                              | 2                              | 1                              | 27                             | 6                              |                    |
| 2006              | Не прошла квалификацию | Не прошла квалификацию | Не прошла квалификацию | Не прошла квалификацию | Не прошла квалификацию | Не прошла квалификацию | Не прошла квалификацию | Не прошла квалификацию | Не прошла квалификацию | 4/6                            | 10                             | 3                              | 3                              | 4                              | 16                             | 11                             |                    |
| 2010              | Не прошла квалификацию | Не прошла квалификацию | Не прошла квалификацию | Не прошла квалификацию | Не прошла квалификацию | Не прошла квалификацию | Не прошла квалификацию | Не прошла квалификацию | Не прошла квалификацию | 4/6                            | 10                             | 3                              | 1                              | 6                              | 13                             | 20                             |                    |
| 2014              | 1/4 финала             | 6/32                   | 5                      | 4                      | 0                      | 1                      | 6                      | 3                      | Состав                 | 1/6                            | 10                             | 8                              | 2                              | 0                              | 18                             | 4                              |                    |
| 2018              | 3-е место              | 3/32                   | 7                      | 6                      | 0                      | 1                      | 16                     | 6                      | Состав                 | 1/6                            | 10                             | 9                              | 1                              | 0                              | 43                             | 6                              |                    |
| 2022              | Групповой этап         | 23/32                  | 3                      | 1                      | 1                      | 1                      | 1                      | 2                      | Состав                 | —                              | —                              | —                              | —                              | —                              | —                              | —                              |                    |
| Всего             | Лучший: 3-е место      | Участие: 14/22         | 49                     | 21                     | 10                     | 20                     | 69                     | 77                     |                        | Всего                          | 133                            | 77                             | 25                             | 31                             | 277                            | 141                            |                    |

- * — проиграла в дополнительном матче;
- ** — выиграла стыковые матчи;

### Чемпионаты Европы
| Финальные турниры | Финальные турниры      | Финальные турниры      | Финальные турниры      | Финальные турниры      | Финальные турниры      | Финальные турниры      | Финальные турниры      | Финальные турниры      | Финальные турниры      |                               | Отборочные турниры            | Отборочные турниры            | Отборочные турниры            | Отборочные турниры            | Отборочные турниры            | Отборочные турниры            | Отборочные турниры |                |
| Год               | Результат              | Место                  | И                      | В                      | Н                      | П                      | ГЗ                     | ГП                     | Составы                | Место                         | И                             | В                             | Н                             | П                             | ГЗ                            | ГП                            |                    |                |
| ----------------- | ---------------------- | ---------------------- | ---------------------- | ---------------------- | ---------------------- | ---------------------- | ---------------------- | ---------------------- | ---------------------- | ----------------------------- | ----------------------------- | ----------------------------- | ----------------------------- | ----------------------------- | ----------------------------- | ----------------------------- | ------------------ | -------------- |
| 1960              | Не участвовала         | Не участвовала         | Не участвовала         | Не участвовала         | Не участвовала         | Не участвовала         | Не участвовала         | Не участвовала         | Не участвовала         | Не участвовала                | Не участвовала                | Не участвовала                | Не участвовала                | Не участвовала                | Не участвовала                | Не участвовала                | Не участвовала     | Не участвовала |
| 1964              | Не прошла квалификацию | Не прошла квалификацию | Не прошла квалификацию | Не прошла квалификацию | Не прошла квалификацию | Не прошла квалификацию | Не прошла квалификацию | Не прошла квалификацию | Не прошла квалификацию | Первый раунд                  | 2                             | 0                             | 0                             | 2                             | 2                             | 4                             |                    |                |
| 1968              | Не прошла квалификацию | Не прошла квалификацию | Не прошла квалификацию | Не прошла квалификацию | Не прошла квалификацию | Не прошла квалификацию | Не прошла квалификацию | Не прошла квалификацию | Не прошла квалификацию | 2/4                           | 6                             | 3                             | 1                             | 2                             | 14                            | 9                             |                    |                |
| 1972              | 3-е место              | 3/4                    | 2                      | 1                      | 0                      | 1                      | 3                      | 3                      | Состав                 | Полуфинал                     | 8                             | 5                             | 2                             | 1                             | 13                            | 4                             |                    |                |
| 1976              | Не прошла квалификацию | Не прошла квалификацию | Не прошла квалификацию | Не прошла квалификацию | Не прошла квалификацию | Не прошла квалификацию | Не прошла квалификацию | Не прошла квалификацию | Не прошла квалификацию | 1/4 финала                    | 8                             | 3                             | 2                             | 3                             | 7                             | 10                            |                    |                |
| 1980              | 2-е место              | 2/8                    | 4                      | 1                      | 2                      | 1                      | 4                      | 4                      | Состав                 | 1/5                           | 8                             | 4                             | 4                             | 0                             | 12                            | 5                             |                    |                |
| 1984              | Групповой этап         | 6/8                    | 3                      | 1                      | 0                      | 2                      | 4                      | 8                      | Состав                 | 1/4                           | 6                             | 4                             | 1                             | 1                             | 12                            | 8                             |                    |                |
| 1988              | Не прошла квалификацию | Не прошла квалификацию | Не прошла квалификацию | Не прошла квалификацию | Не прошла квалификацию | Не прошла квалификацию | Не прошла квалификацию | Не прошла квалификацию | Не прошла квалификацию | 3/5                           | 8                             | 3                             | 3                             | 2                             | 16                            | 8                             |                    |                |
| 1992              | Не прошла квалификацию | Не прошла квалификацию | Не прошла квалификацию | Не прошла квалификацию | Не прошла квалификацию | Не прошла квалификацию | Не прошла квалификацию | Не прошла квалификацию | Не прошла квалификацию | 3/4                           | 6                             | 2                             | 1                             | 3                             | 7                             | 6                             |                    |                |
| 1996              | Не прошла квалификацию | Не прошла квалификацию | Не прошла квалификацию | Не прошла квалификацию | Не прошла квалификацию | Не прошла квалификацию | Не прошла квалификацию | Не прошла квалификацию | Не прошла квалификацию | 3/6                           | 10                            | 4                             | 3                             | 3                             | 17                            | 13                            |                    |                |
| 2000              | Групповой этап         | 12/16                  | 3                      | 1                      | 0                      | 2                      | 2                      | 5                      | Состав                 | Квалифицировалась как хозяйка | Квалифицировалась как хозяйка | Квалифицировалась как хозяйка | Квалифицировалась как хозяйка | Квалифицировалась как хозяйка | Квалифицировалась как хозяйка | Квалифицировалась как хозяйка |                    |                |
| 2004              | Не прошла квалификацию | Не прошла квалификацию | Не прошла квалификацию | Не прошла квалификацию | Не прошла квалификацию | Не прошла квалификацию | Не прошла квалификацию | Не прошла квалификацию | Не прошла квалификацию | 3/5                           | 8                             | 5                             | 1                             | 2                             | 11                            | 9                             |                    |                |
| 2008              | Не прошла квалификацию | Не прошла квалификацию | Не прошла квалификацию | Не прошла квалификацию | Не прошла квалификацию | Не прошла квалификацию | Не прошла квалификацию | Не прошла квалификацию | Не прошла квалификацию | 5/8                           | 14                            | 5                             | 3                             | 6                             | 14                            | 16                            |                    |                |
| 2012              | Не прошла квалификацию | Не прошла квалификацию | Не прошла квалификацию | Не прошла квалификацию | Не прошла квалификацию | Не прошла квалификацию | Не прошла квалификацию | Не прошла квалификацию | Не прошла квалификацию | 3/6                           | 10                            | 4                             | 3                             | 3                             | 21                            | 15                            |                    |                |
| 2016              | 1/4 финала             | 7/24                   | 5                      | 3                      | 0                      | 2                      | 9                      | 5                      | Состав                 | 1/6                           | 10                            | 7                             | 2                             | 1                             | 24                            | 5                             |                    |                |
| 2020              | 1/4 финала             | 5/24                   | 5                      | 4                      | 0                      | 1                      | 9                      | 3                      | Состав                 | 1/6                           | 10                            | 10                            | 0                             | 0                             | 40                            | 3                             |                    |                |
| 2024              | 1/8 финала             | ?/24                   | 4                      | 1                      | 1                      | 2                      | 2                      | 2                      | Состав                 | 1/5                           | 8                             | 6                             | 2                             | 0                             | 22                            | 4                             |                    |                |
| Всего             | Лучший: Финалист       | Участие: 7/17          | 26                     | 12                     | 3                      | 11                     | 33                     | 30                     | —                      |                               | Всего                         | 122                           | 65                            | 28                            | 29                            | 232                           | 119                |                |

### Олимпийские игры
- 1900 — 3-е место
- 1920 — Чемпион
- 1924 — 1/8 финала
- 1928 — 1/4 финала
- 2008 — 4-е место

## Тренеры
- 1904—1909: Выборный комитет
- 1910—1913: Уильям Максуэлл
- 1914: Чарльз Буньян (старший)[англ.]
- 1914—1919: Выборный комитет
- 1920—1928: Уильям Максуэлл
- 1928—1930: Виктор Лёвенфельд[англ.]
- 1930—1934: Хектор Гутинк
- 1935: Дьюла (Жюль) Турнауэр[англ.]
- 1935—1939: Джек Батлер
- 1939—1940: Хектор Гутинк
- 1940—1943: Выборный комитет
- 1944—1946: Франсуа Демоль[англ.]
- 1947—1953: Билл Гормли[англ.]
- 1953—1954: Дуг Ливингстон
- 1955—1957: Андре Вандевеер
- 1957: Луи Николай[англ.] и. о.
- 1957—1958: Геза Тольди
- 1958—1968: Констант Ванден Сток
- 19 июня 1968 — 26 апреля 1976: Раймон Гуталс
- 22 мая 1976 — 9 июня 1989: Ги Тис
- 23 июля 1989 — 21 февраля 1990: Вальтер Меувс
- 26 мая 1990 — 1 мая 1991: Ги Тис
- 1 сентября 1991 — 25 марта 1996: Поль Ван Химст
- 8 октября 1996 — 27 декабря 1996: Вилфред Ван Мур
- 11 февраля 1997 — 18 августа 1999: Жорж Лекенс
- 20 августа 1999 — 30 июня 2002: Робер Васеж
- 21 августа 2002 — 31 декабря 2005: Эме Антюэнис
- 1 января 2006 — 30 сентября 2009: Рене Вандерейккен
- 30 сентября — 1 октября 2009: Франк Веркаутерен (и. о.)
- 1 октября 2009 — 15 апреля 2010: Дик Адвокат
- 4 мая 2010 — 13 мая 2012: Жорж Лекенс
- 3 сентября 2012 — 15 июля 2016: Марк Вильмотс
- 3 августа 2016 — 1 декабря 2022: Роберто Мартинес
- 8 февраля 2023 — 17 января 2025: Доменико Тедеско
- 24 января 2025 — н. в.: Руди Гарсия

## Лидеры по количеству матчей и голов

### Сыгранные матчи

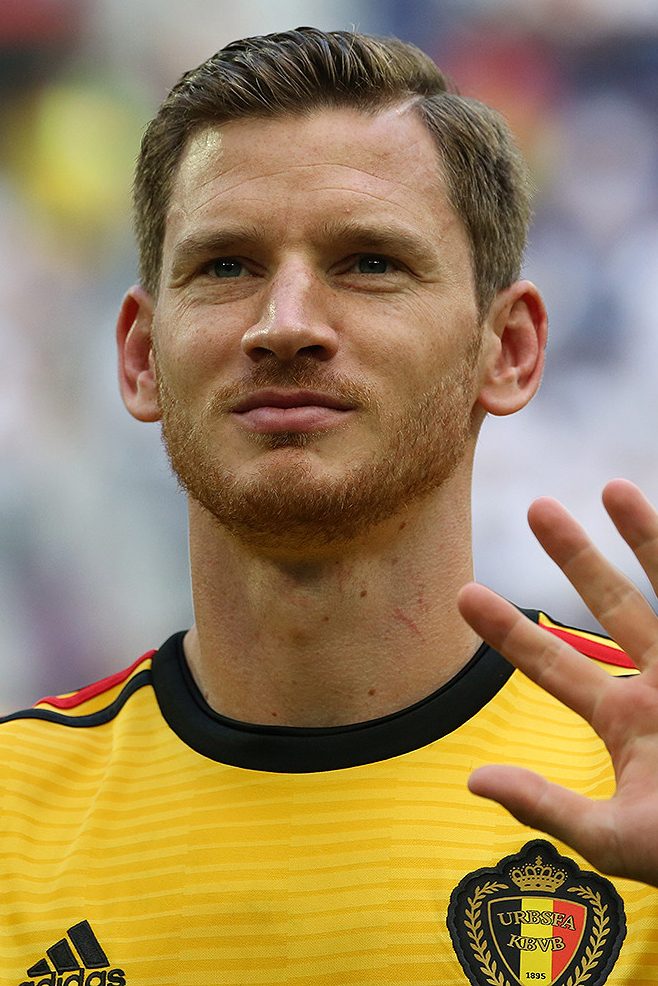
Защитник Ян Вертонген (род. 1987) — рекордсмен сборной Бельгии по сыгранным матчам

| #  | Имя               | Карьера    | Игры | Голы | Первая игра     | Последняя игра  |
| -- | ----------------- | ---------- | ---- | ---- | --------------- | --------------- |
| 1  | Ян Вертонген      | 2007—н. в. | 156  | 10   | 2 июня 2007     |                 |
| 2  | Аксель Витсель    | 2008—н. в. | 132  | 12   | 26 марта 2008   |                 |
| 3  | Тоби Алдервейрелд | 2009—2022  | 127  | 5    | 25 мая 2009     | 1 декабря 2022  |
| 4  | Эден Азар         | 2008—2022  | 126  | 33   | 19 ноября 2008  | 1 декабря 2022  |
| 5  | Ромелу Лукаку     | 2010—н. в. | 118  | 85   | 3 марта 2010    |                 |
| 6  | Дрис Мертенс      | 2011—2022  | 109  | 21   | 9 февраля 2011  |                 |
| 7  | Кевин Де Брёйне   | 2010—н. в. | 104  | 28   | 19 мая 2010     |                 |
| 8  | Тибо Куртуа       | 2011—2023  | 102  | 0    | 10 августа 2011 | 17 июня 2023    |
| 9  | Ян Кулеманс       | 1977—1991  | 96   | 23   | 26 марта 1977   | 27 февраля 1991 |
| 10 | Тимми Симонс      | 2001—2016  | 94   | 6    | 25 апреля 2001  | 13 ноября 2016  |

### Лучшие бомбардиры

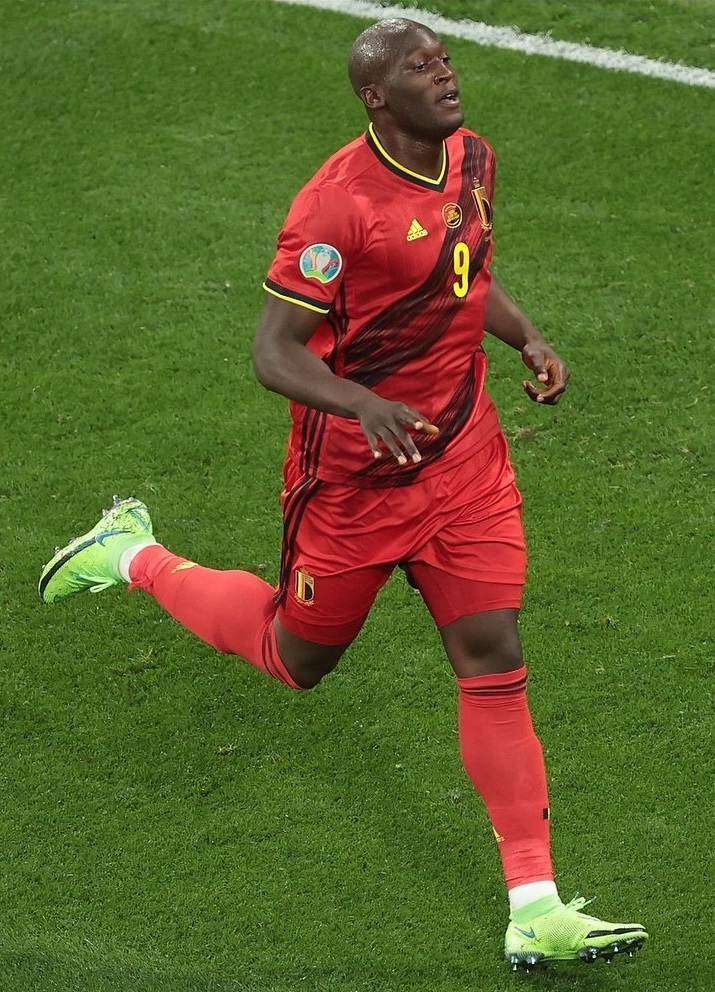
Ромелу Лукаку (род. 1993) — рекордсмен сборной по забитым мячам и один из лучших бомбардиров в истории национальных сборных

| No   | Имя             | Голы | Матчи | В ср. | Первая игра     | Последняя игра |
| ---- | --------------- | ---- | ----- | ----- | --------------- | -------------- |
| 1    | Ромелу Лукаку   | 85   | 118   | 0.72  | 3 марта 2010    |                |
| 2    | Эден Азар       | 33   | 126   | 0.26  | 19 ноября 2008  | 1 декабря 2022 |
| 3—4  | Бернар Ворхоф   | 30   | 61    | 0.49  | 15 апреля 1928  | 21 апреля 1940 |
| 3—4  | Поль Ван Химст  | 30   | 81    | 0.37  | 19 октября 1960 | 7 декабря 1974 |
| 5    | Марк Вильмотс   | 29   | 70    | 0.41  | 26 мая 1990     | 17 июня 2002   |
| 6    | Кевин Де Брёйне | 28   | 104   | 0.27  | 19 мая 2010     |                |
| 7—8  | Миши Батшуайи   | 27   | 56    | 0.48  | 28 марта 2015   |                |
| 7—8  | Джозеф Мерманс  | 27   | 56    | 0.50  | 15 декабря 1945 | 3 июня 1956    |
| 9—10 | Роберт Де Вен   | 26   | 23    | 1.13  | 22 апреля 1906  | 1 мая 1913     |
| 9—10 | Раймон Брен     | 26   | 54    | 0.48  | 15 марта 1925   | 27 мая 1939    |

## Текущий состав
Следующие игроки были вызваны в состав сборной главным тренером Руди Гарсией для участия в матчах отборочного турнира Чемпионата мира 2026 против сборной Северной Македонии и Уэльса 6 и 9 июня 2025 года соответственно. 
Игры и голы приведены по состоянию на 9 июня 2025 года:
|  | Вр  | Матц Селс          | 26 февраля 1992 (33 года)  | 12  | 0  | Ноттингем Форест   |  |  |
|  | Вр  | Мартен Вандевордт  | 26 февраля 2002 (23 года)  | 0   | 0  | РБ Лейпциг         |  |  |
|  | Вр  | Сенне Ламменс      | 7 июля 2002 (23 года)      | 0   | 0  | Антверпен          |  |  |
|  | Вр  | Нордин Яккерс      | 5 сентября 1997 (27 лет)   | 0   | 0  | Генк               |  |  |
|  |     |                    |                            |     |    |                    |  |  |
|  | Защ | Тома Мёнье         | 12 сентября 1991 (33 года) | 71  | 8  | Лилль              |  |  |
|  | Защ | Ваут Фас           | 3 апреля 1998 (27 лет)     | 28  | 0  | Лестер Сити        |  |  |
|  | Защ | Артюр Теат         | 25 мая 2000 (25 лет)       | 25  | 0  | Айнтрахт Франкфурт |  |  |
|  | Защ | Зено Дебаст        | 24 октября 2003 (21 год)   | 20  | 0  | Спортинг Лиссабон  |  |  |
|  | Защ | Максим Де Кёйпер   | 22 декабря 2000 (24 года)  | 10  | 3  | Брюгге             |  |  |
|  | Защ | Брэндон Мехеле     | 28 января 1993 (32 года)   | 4   | 0  | Брюгге             |  |  |
|  | Защ | Кони Де Винтер     | 12 июня 2002 (23 года)     | 4   | 0  | Дженоа             |  |  |
|  | Защ | Диегу Морейра      | 6 августа 2004 (20 лет)    | 0   | 0  | Страсбур           |  |  |
|  |     |                    |                            |     |    |                    |  |  |
|  | ПЗ  | Кевин де Брёйне    | 28 июня 1991 (34 года)     | 110 | 30 | Наполи             |  |  |
|  | ПЗ  | Юри Тилеманс       | 7 мая 1997 (28 лет)        | 77  | 10 | Астон Вилла        |  |  |
|  | ПЗ  | Ханс Ванакен       | 24 августа 1992 (32 года)  | 26  | 5  | Брюгге             |  |  |
|  | ПЗ  | Шарль де Кетеларе  | 10 марта 2001 (24 года)    | 21  | 2  | Аталанта           |  |  |
|  | ПЗ  | Амаду Онана        | 16 августа 2001 (23 года)  | 21  | 0  | Астон Вилла        |  |  |
|  | ПЗ  | Алексис Салемакерс | 27 июня 1999 (26 лет)      | 15  | 1  | Рома               |  |  |
|  | ПЗ  | Николас Раскин     | 23 февраля 2001 (24 года)  | 4   | 0  | Рейнджерс          |  |  |
|  | ПЗ  | Жорти Мокио        | 29 февраля 2008 (17 лет)   | 1   | 0  | Аякс               |  |  |
|  |     |                    |                            |     |    |                    |  |  |
|  | Нап | Ромелу Лукаку      | 13 мая 1993 (32 года)      | 124 | 89 | Наполи             |  |  |
|  | Нап | Леандро Троссард   | 4 декабря 1994 (30 лет)    | 43  | 10 | Арсенал (Лондон)   |  |  |
|  | Нап | Жереми Доку        | 27 мая 2002 (23 года)      | 33  | 3  | Манчестер Сити     |  |  |
|  | Нап | Лоис Опенда        | 16 февраля 2000 (25 лет)   | 26  | 3  | РБ Лейпциг         |  |  |
|  | Нап | Доди Лукебакио     | 24 сентября 1997 (27 лет)  | 25  | 2  | Севилья            |  |  |
|  | Нап | Малик Фофана       | 31 марта 2005 (20 лет)     | 1   | 0  | Олимпик Лион       |  |  |

## Форма

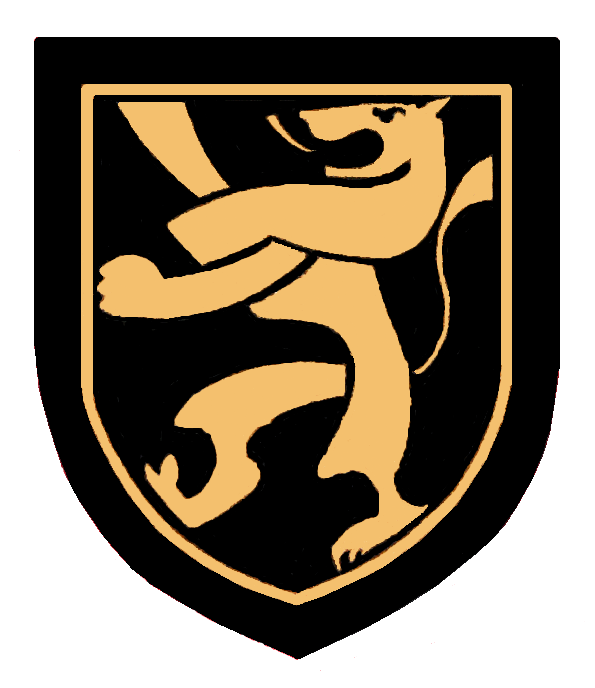
Эмблема Бельгии — золотой лев в чёрном поле

Эмблема, которая использовалась до 2019 года

Цвета домашнего комплекта формы сборной Бельгии — это чёрный, жёлтый и красный цвета с флага Бельгии. Основной цвет домашней формы — красный, который чаще всего является единственным цветом футболок, трусов и гетр. Гостевые цвета — белый и/или чёрный, а в 2014 году был представлен третий комплект формы — жёлтого цвета. Стилизованные изображения флага нередко встречаются на форме. До 1980 года эмблемой сборной служил золотой лев в чёрном поле — стилизованный малый герб Бельгии, а с 1981 года на футболках изображается эмблема Королевской бельгийской футбольной ассоциации.
В 1901 году в первом неофициальном матче бельгийская сборная вышла в белых футболках с полосами флага Бельгии на рукавах. В 1902 году выбор сделали в пользу «майки национальных цветов» с полосами, число которых соответствовало числу сыгранных встреч за сборную. В 1904 году был утверждён основной комплект формы красного цвета, который менялся пару раз: в 1904—1905 годах игроки носили футболки с верхней красной, средней жёлтой и нижней чёрной полосами, что спортивный журналист Виктор Буан назвал «рекордом по степени отвращения»; в 1970-е годы Раймон Гуталс сделал белый комплект формы основным вместо красно-чёрного, чтобы во время вечерних матчей зрители могли лучше опознавать бельгийцев. В 1905 году один из голландских журналистов впервые упомянул прозвище «дьяволы», написав в послематчевом отчёте, что трое бельгийских игроков «пахали как дьяволы». Через год тренер «Роял Леопольд» Пьер Валькерс назвал бельгийцев "красными дьяволами, подарив сборной тем самым её неизменное прозвище. В 1970-е годы команду называли «белыми дьяволами» по цвету футболок, поскольку в то время основным комплектом был комплект белого цвета.
Поставщиками формы для сборной были шесть компаний. В прошлом это были компании Umbro (начало 1970-х), Admiral (1981—1982), Diadora (1992—1999), Nike (1999—2010) и Burrda (2010—2014). В 2014 году спонсором сборной стал Adidas, который поставлял команде форму в 1974—1980 и 1982—1991 годах. Перед заключением контракта с Admiral сборная сыграла последний матч в Adidas, 21 декабря 1980 года в гостевой игре против Кипра (победа Бельгии 0:2).

### Спонсоры
| Поставщик | Годы       |
| --------- | ---------- |
| Umbro     | 1970—1974  |
| Adidas    | 1974—1980  |
| Admiral   | 1981—1982  |
| Adidas    | 1982—1991  |
| Diadora   | 1992—1999  |
| Nike      | 1999—2010  |
| Burrda    | 2010—2014  |
| Adidas    | 2014—н. в. |

## Хронология изменения формы

### Домашняя форма
| ОИ-1900   | 1904 · (игра против Франции) | ЧМ-1930   | ЧМ-1934, ЧМ-1938, ЧМ-1954 | 1968—1969 | ЧМ-1970, Евро-1972 | 1975–1979 | Евро-1980 | ЧМ-1982   | Евро-1984 |
| ЧМ-1986   | ЧМ-1990                      | 1992—1993 | ЧМ-1994                   | 1996—1997 | ЧМ-1998            | 1999—2000 | Евро-2000 | ЧМ-2002   | 2004—2006 |
| 2006—2008 | ОИ-2008                      | 2008—2010 | 2010—2011                 | 2011—2012 | 2012—2013          | ЧМ-2014   | 2014—2015 | Евро-2016 | ЧМ-2018   |
| Евро-2021 | ЧМ-2022                      | Евро-2024 |                           |           |                    |           |           |           |           |

### Гостевая форма
| 1905      | ЧМ-1934, ЧМ-1938, ЧМ-1954 | 1968—1969 | ЧМ-1970, Евро-1972 | Евро-1980 | ЧМ-1982   | Евро-1984 | ЧМ-1986   | ЧМ-1990 | 1992—1993 |
| ЧМ-1994   | 1996—1997                 | ЧМ-1998   | 1999—2000          | Евро-2000 | ЧМ-2002   | 2004—2006 | 2006—2008 | ОИ-2008 | 2008—2010 |
| 2010—2011 | 2011—2012                 | 2012—2013 | ЧМ-2014            | 2014—2015 | Евро-2016 | ЧМ-2018   | Евро-2021 | ЧМ-2022 | Евро-2024 |

### Резервная форма
| Евро-1980 | ЧМ-1982   | ЧМ-1986 | 1996—1997  | ЧМ-1998 | 2006—2008 | ОИ-2008 | 2010—2011 | ЧМ-2014 · (первая) | ЧМ-2014 · (вторая) |
| Евро-2016 | 2016—2017 | ЧМ-2018 | 2018—н. в. |         |           |         |           |                    |                    |

## Имидж сборной

### Освещение в СМИ

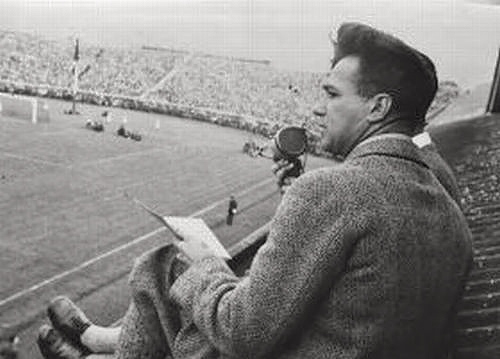
Густ де Муйнк на матче сборных Бельгии и Нидерландов 1931 года, впервые транслировавшемуся по радио

Первый репортаж в прямом эфире провёл 3 мая 1931 года Густ де Муйнк, освещавший матч между сборными Бельгии и Нидерландов. Позже с развитием телевидения матчи стали показываться по телеканалам в прямом эфире. В связи с языковой ситуацией в Бельгии, при которой 60 % населения считают родным фламандский диалект нидерландского, а 40 % — французский, матчи освещаются комментаторами и на нидерландском, и на французском языках, но не на немецком, несмотря на его статус третьего официального языка страны. С 1980-х по 1990-е годы наиболее узнаваемым комментатором был Рик де Саделер, известный своими эмоциональными и юмористическими репортажами.
Изначально показ матчей осуществлялся по государственным телеканалам, принадлежавшим телерадиокомпаниям BRTN (нидерландский язык) и RTBF (французский язык), но с 1994 года права на показ выкупают и такие частные телеканалы, как vtm, Kanaal 2 и VIER. К маю 2018 года самой рейтинговой трансляцией в истории бельгийского телевидения стал матч Бельгии против Венгрии в рамках 1/8 финала Евро-2016, собравший более 4 млн зрителей из 11,3 млн населения Бельгии.
В апреле 2014 года телерадиокомпания VRT начала показ девятисерийного документального фильма об отборе на чемпионат мира под названием «Каждый из дьяволов» (нидерл. Iedereen Duivel), а кабельный телеканал Telenet — показ восьмисерийного документального фильма под названием «Красные герои» (нидерл. Rode Helden) об отдельных игроках сборной. За 2 недели до старта чемпионата мира 2018 года было объявлено, что показывать матчи сборной до 2022 года будут нидерландоязычный VTM и франкоязычные RTBF и RTL Group.

### Иная деятельность

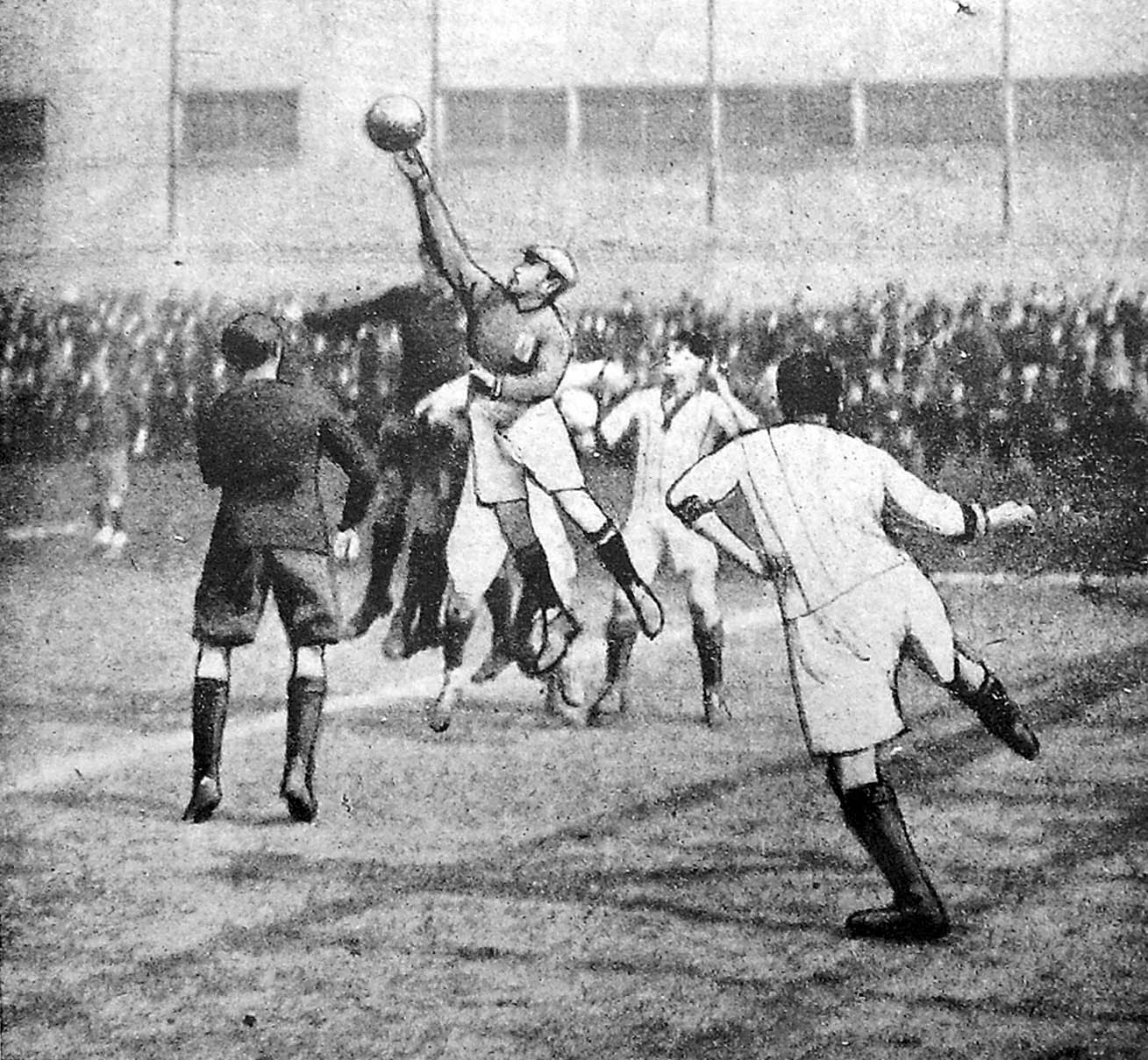
Матч бельгийцев и французов в апреле 1918 года, который был благотворительным

В 2010-е годы на пике популярности сборной для фанатов организовывались массовые события. Так, во время квалификации на ЧМ-2014 была организована серия интерактивных мероприятий под названием «Дьявольские вызовы» (англ. Devil Challenges). Игроки предлагали болельщикам ради поддержки сборной выполнить какие-то задания («раскрасить Бельгию в красный», «собрать 500 тысяч децибелов» и т. д.), которые все были успешно выполнены. В июне 2013 года сборная Бельгии отметила «фанатский день», пригласив на мероприятие 20 тысяч болельщиков, а второй такой праздник состоялся через год после чемпионата мира 2014 года. Во время группового этапа чемпионата мира 2014 года в трёх бельгийских городах прошли танцевальные шоу под названием «Танец с дьяволами» (англ. Dance with the Devils), которые повторились во время Евро-2016, в разгар группового этапа.
Помимо всего прочего, сборная Бельгии занимается благотворительностью. Так, с 1914 по 1941 годы были сыграны не менее 5 матчей, средства с которых шли на благотворительные цели: два матча против Франции и три против Нидерландов. Во время полуфиналов чемпионата мира 1986 года команда организовала проект «Casa Hogar» по идее главы бельгийской делегации Мишеля д’Уга — проект помощи детям из города Толука, оставшихся без крова над головой (футболисты передали часть своих премиальных за выступление на помощь детям). В августе 2013 года с помощью фонда Football+ Foundation были запущены четыре социальные программы, реализованные с помощью матча Бельгии и Франции: на футболках игроков сборных были изображены символы + как символ фонда, а футболки позже были проданы на аукционах.
В XXI веке несколько игроков сборной публично обратились с призывом прекратить расовую дискриминацию в футболе. В 2002 году сборная провела первую рекламную кампанию с призывом бороться против расизма в футболе. В 2010 году в рамках программы Футбол против расизма в Европе в рамках отбора на Евро-2012 все домашние матчи Бельгии проходили под знаком борьбы против расизма. Первый чернокожий игрок сборной Бельгии Димитри Мбуйу считается крёстным отцом кампании против расизма в Бельгии, а к нему позже присоединились и другие чернокожие игроки Про Лиги. В 2018 году четыре игрока в видеоклипе авторства Kick It Out выступили против гомофобии

## Фанаты
Велоспорт — традиционный национальный спорт Бельгии, а футбол — самый популярный.
Бельгийские футбольные болельщики приносят на матчи множество флагов Бельгии и приходят на игры в атрибутике цветов бельгийского флага, но при этом делают акцент на красный цвет. С 2012 года все местные клубы болельщиков объединены в федерацию под названием «1895», названную по году основания Королевской бельгийской футбольной ассоциации, в 2013 году численность федерации насчитывала 24 тысячи человек. С 1914 года на матчах сборной Бельгии регулярно появлялся правящий монарх, что подогревало интерес к играм. Одним из величайших моментов в истории Бельгии считается встреча национальной сборной после чемпионата мира 1986 года, когда болельщики приветствовали появившуюся на балконе Городской ратуши Брюсселя команду как чемпионов мира или Европы.

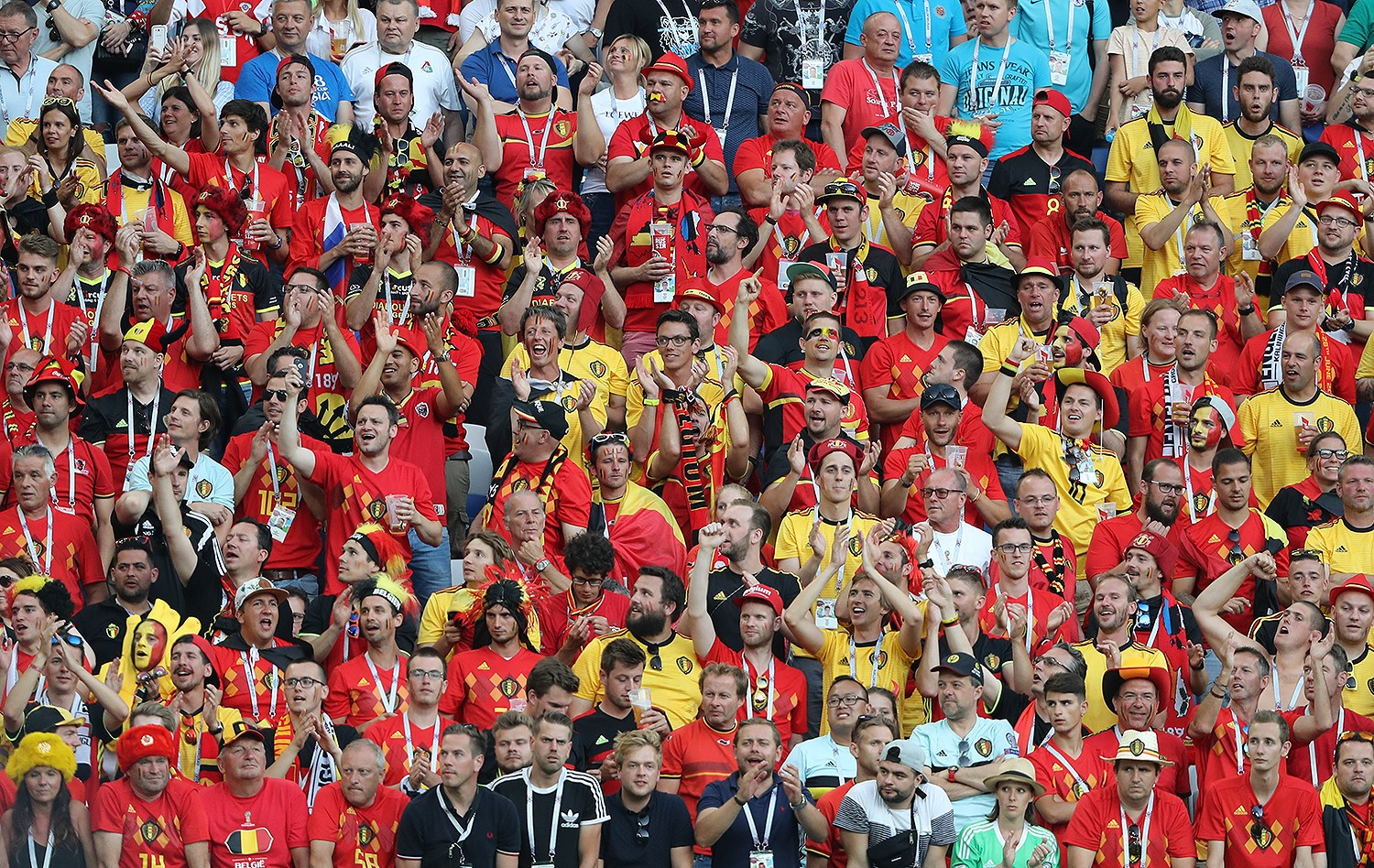
Болельщики на матче чемпионата мира 2018 года против Англии, прошедшем в Калининграде

Между 2002 и 2014 годами команда пропустила пять крупных турниров, из-за чего её популярность катастрофически рухнула, а бельгийскую футбольную нацию называли в прессе «смертельно больной». При этом находились болельщики, которые поддерживали сборную вопреки всем неудачам: с 1990 года все матчи сборной посещал Людо Ролленберг (нидерл. Ludo Rollenberg), пропустивший лишь Кубок Кирина 1999 года и два матча 2006 года. Он же был единственным фанатом сборной на гостевой игре против сборной Армении в 2009 году.
Перед началом отбора на чемпионат мира 2014 года бельгийские фанаты впервые развернули большой баннер размером 10,5 на 11,5 м с изображением дьявола в национальных цветах Бельгии. Благодаря выступлению команды в отборе под руководством Марка Вильмотса и успешным выступлениям игроков в Английской Премьер-Лиге к сборной вернулось доверие. В 2014 году на фоне эйфории в преддверии чемпионата мира на статую Писающего мальчика надели детскую футболку сборной Бельгии, а также украсили Атомиум винилом чёрного, жёлтого и красного цветов.
В 2018 году Королевская бельгийская футбольная ассоциация собиралась пригласить известного бельгийско-конголезского рэпера Дамсо написать песню для сборной к чемпионату мира, однако общественность выступила против этой инициативы, поскольку в текстах композиций Дамсо были неприкрытые сексистские и женоненавистнические выступления. В марте 2018 года ассоциация прекратила сотрудничество с Дамсо и принесла извинения общественности.